# Slowaakse Christelijk Gereformeerde Kerk
De Slowaakse Christelijk Gereformeerde Kerk is een kerkgenootschap in Slowakije met 110.000 leden, 205 plaatselijke gemeenten, 103 missiekerken en 59 huisgemeenten. Een bisschop is het hoofd van de kerk (in afwijking van andere gereformeerde kerken in de wereld). 

## Geschiedenis
Voor het uitbreken van de Eerste Wereldoorlog waren de kerkgemeenten onderdeel van de Hongaarse Gereformeerde Kerk. De Reformatie bereikte Hongarije rond het jaar 1520. Eerst domineerde het Lutheranisme, later gingen de Hongaren over op het Calvinisme. In 1567 werden, in het gebied dat nu het oosten van Slowakije is, vier congregaties gesticht. Deze namen tijdens de synode van Debrecen de leer van de Tweede Helvetische Geloofsbelijdenis aan.
Tijdens de contrareformatie werd het Calvinistische geloof beschermd door de vorsten van Transsylvanië. Deze vorsten vergrootten hun grip op dit deel van het hedendaagse Slowakije hiermee.
In de 17e eeuw kwamen alle gebieden in handen van de Habsburgers en in de 18e eeuw kwam de kerk opnieuw tot bloei. In 1867 kreeg Hongarije haar autonomie en werd Oostenrijk-Hongarije gevormd. 
Na het uitbreken van de Eerste Wereldoorlog bleef de kerk standhouden, na de oorlog vonden de kerken zich van de ene op de andere dag onder Tsjecho-Slowaaks bestuur. De kerk wist overeind te blijven en richtte in 1925 een Theologisch Seminarie op in de stad Losonc (Lucenec). In 1935 werd een Gereformeerde lerarenopleiding gestart in Komárom (Komárno). 
Na de Tweede wereldoorlog belandt de kerk onder het communistische regime van Tsjecho-Slowakije. De kerk wordt niet erkend en er volgen maatregelen die de vrijheid beperken. De grootste klap krijgt de kerk als vele Hongaren worden gedeporteerd naar Tsjechië en tijdens de gedwongen bevolkingsruil met Hongarije. Toen in 1989 het communistische bewind onverwachts viel kreeg de kerk nieuwe mogelijkheden. In 1991 werd een nieuwe kerkelijke grondwet aangenomen door de synode.
Verder vond er een grondige opschoning plaats in de leiding van het kerkgenootschap.

## Hedendaagse kerk
De leden van de Slowaakse Christelijk Gereformeerde Kerk zijn voor het overgrote deel etnische Hongaren die behoren tot de Hongaarse minderheid in Slowakije. De kerk heeft 235 dominees waarvan er 200 Hongaarstalig zijn. Er zijn 9 kerkdistricten (Hongaars; Slowaakse naam tussen haakjes): Pozsony (Bratislava), Komárom (Komárno), Bars (Tekov), Gömör (Gemer), Abaúj-Torna (Abov-turnia), Zemplén (Zemplín), Ung (Už), Nagymihály (Michalovce) en Ondova-Hernád (Ondava-Hornád).
Twee van de kerkdistricten zijn Slowaakstalig, de rest is Hongaarstalig.

### Kerkelijke instituten
Onder de vlag van de kerken zijn twee basisscholen, twee gymnasia en een kinderopvang actief. Vanaf 1994 worden de dominees van de kerk opgeleid aan de János Selye-Universiteit in Komárno.

## Doctrine
- Heidelbergse Catechismus
- Tweede Helvetische Geloofsbelijdenis